# Kaliocalcita
La kaliocalcita és un mineral de la classe dels sulfats, que pertany al grup de la tsumcorita. Rep el nom com l'anàleg amb potassi de la natrocalcita.

## Característiques
La kaliocalcita és un sulfat de fórmula química KCu₂(SO₄)₂(OH)(H₂O). Va ser aprovada com a espècie vàlida per l'Associació Mineralògica Internacional l'any 2013. Cristal·litza en el sistema monoclínic i la seva duresa a l'escala de Mohs és 4.

## Formació i jaciments
Aquesta espècie va ser descrita a partir de les mostres obtingudes a dues fumaroles: la fumarola Arsenàtnaia i la fumarola Iadovítaia, ambdues situades al segon con d'escòria de l'avanç nord de la Gran Fissura del Tolbàtxik, un volcà situat al krai de Kamtxatka (Rússia).